# Aranguren
Aranguren – gmina w Hiszpanii, w Nawarze, o powierzchni 40,6 km². W 2011 roku gmina liczyła 8092 mieszkańców.